# Nurteria capensis
Nurteria capensis är en tvåvingeart som först beskrevs av Octave Parent 1934.  Nurteria capensis ingår i släktet Nurteria och familjen styltflugor. Inga underarter finns listade i Catalogue of Life.